# Roberta (Georgia)
Roberta – miasto w Stanach Zjednoczonych, w stanie Georgia, w hrabstwie Crawford.